# William Pugsley

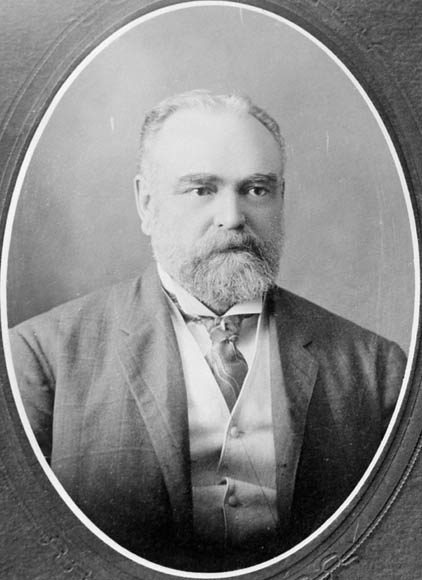
William Pugsley

William Pugsley, PC (* 27. September 1850 in Sussex, New Brunswick; † 3. März 1925 in Toronto, Ontario) war ein kanadischer Rechtsanwalt und Politiker der Liberalen Partei Kanadas, der unter anderem 1907 kurzzeitig Premierminister von New Brunswick sowie von 1907 bis 1917 Mitglied des Unterhaus von Kanada war. Im achten kanadischen Kabinett fungierte er zwischen 1907 und 1911 zudem als Minister für öffentliche Arbeiten. Er fungierte des Weiteren von 1917 bis 1923 als Vizegouverneur von New Brunswick.

## Leben

### Rechtsanwalt, erfolglose Unterhauskandidaturen und Premierminister von New Brunswick
William Pugsley war nach einem Studium der Rechtswissenschaften als Rechtsanwalt tätig. Im Juli 1885 wurde er für die New Brunswick Liberal Association im Wahlkreis King’s County erstmals zum Mitglied der Legislativversammlung von New Brunswick gewählt und gehörte dieser bis 1892 an. Während dieser Zeit war er zwischen dem 3. März 1887 und Mai 1889 als Speaker of the Legislative Assembly Parlamentspräsident sowie im Anschluss von 1889 bis 1892 während der Amtszeit von Premierminister Andrew George Blair Oberster Anwalt (Solicitor General) von New Brunswick. Bei der kanadische Unterhauswahl am 23. Juni 1896 kandidierte er als Parteiloser im Wahlkreis City of St. John erstmals für ein Mandat im Unterhaus von Kanada, verpasste aber mit 1.427 Stimmen ein Abgeordnetenmandat. Am 18. Februar 1899 wurde er für die Liberal Association im Wahlkreis King’s County wieder zum Mitglied der Legislativversammlung gewählt, der er nunmehr bis zum 30. Mai 1907 angehörte. Während der Amtszeit von Premierminister Lemuel John Tweedie hatte er zwischen dem 31. August 1900 und dem 2. März 1907 das Amt des Generalstaatsanwalts (Attorney General) inne. Bei der Kanadischen Unterhauswahl am 3. November 1904 kandidierte er für die Konservative Partei Kanadas im Wahlkreis York Centre erneut für einen Sitz im Unterhaus, verpasste aber mit 2.146 Wählerstimmen wieder den Einzug ins Unterhaus.
Als Nachfolger von Tweedie wurde Pugsley schließlich am 6. März 1907 selbst Premierminister von New Brunswick und bekleidete dieses Amt bis zum 30. Mai 1907 inne, woraufhin Clifford William Robinson sein Nachfolger wurde. Er übernahm zudem zwischen dem 6. März und dem 30. Mai 1907 weiterhin das Amt des Generalstaatsanwalts und bekleidete darüber hinaus vom 8. März bis zum 15. April 1907 das Amt des Provinzsekretärs (Provincial Secretary).

### Unterhausmitglied, Minister im Bundeskabinett und Vizegouverneur von New Brunswick
Nach dem Tode des bisherigen Wahlkreisinhabers Alfred Augustus Stockton am 15. März 1907 wurde William Pugsley für die Liberale Partei Kanadas bei der Nachwahl am 18. September 1907 im Wahlkreis City and County of St. John per Akklamation erstmals zum Mitglied des Unterhauses gewählt. Als Nachfolger von Charles Smith Hyman übernahm er am  30. August 1907 im achten kanadischen Kabinett von Premierminister Wilfrid Laurier das Amt als Minister für öffentliche Arbeiten und bekleidete dieses bis zum 6. Oktober 1911. Bei der Unterhauswahl am 26. Oktober 1908 wurde er im Wahlkreis City and County of St. John mit 5.582 Stimmen wieder zum Mitglied des Unterhauses gewählt. Während seiner Parlamentszugehörigkeit war er Mitglied zahlreicher Ständiger Ausschüsse des Unterhauses. Bei der Unterhauswahl am 21. September 1911 kandidierte er nunmehr im Wahlkreis City of St. John und wurde mit 4.360 Stimmen wieder zum Mitglied des Unterhauses gewählt und gehörte diesem bis zum 16. Dezember 1917 an. Während dieser zwölften Legislaturperiode war er wieder Mitglied zahlreicher Ständiger Ausschüsse und zeitweise Vorsitzender eines Sonderausschusses zur Überarbeitung des Strafgesetzes.
Kurz vor seinem Ausscheiden aus dem Unterhaus löste Pugsley am 6. November 1917 Gilbert Ganong als Vizegouverneur von New Brunswick ab und bekleidete dieses Amt bis zum 27. Februar 1923, woraufhin William Frederick Todd seine Nachfolge antrat. Nach Beendigung dieser Tätigkeit war er vom 13. März 1923 bis zu seinem Tode am 3. März 1925 Mitglied der Königlichen Kommission für Reparationsansprüche (Royal Commission on Reparation Claims).

## Weblink
- The Hon. William Pugsley, P.C., M.P. Parlament von Kanada (englisch).